# Girolamo Caraffa

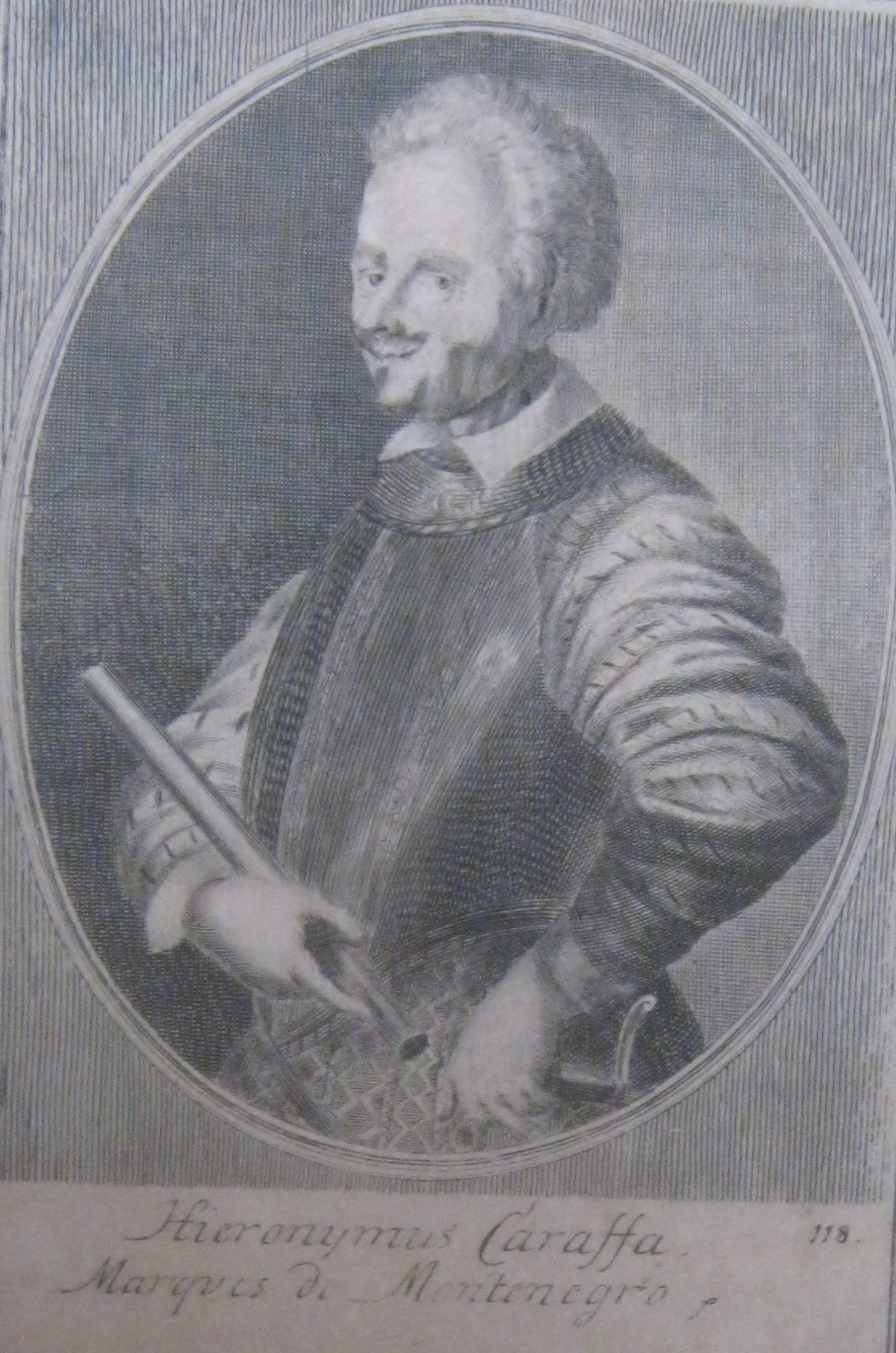

Girolamo Caraffa (ook Hiëronymus Caraffa), markies van Monte Negro, (1564 - 1633) was een veldheer van Italiaanse oorsprong in dienst van de Spaanse koning en de Habsburgse keizer.
Hij stamde uit een voornaam, Napolitaans adellijk geslacht en was vanaf 1587 in dienst van de Spaanse koning, onder andere in de Nederlanden. Daarna trad hij in dienst van de Habsburgse keizer bij het uitbreken van de Dertigjarige Oorlog. Hij vocht tegen de troepen van Gábor Bethlen en speelde zo een belangrijke bijdrage aan de overwinning van de Slag op de Witte Berg in 1621. In 1622 werd hij benoemd tot keizerlijk veldmaarschalk en was actief in Silezië, Bohemen en Hongarije.
In 1628 keerde hij terug in Spaanse dienst en werd benoemd tot onderkoning en generaal-kapitein van Aragon.